# ارمامين الجنوبيين (الحوازم الشماليين)
ارمامين الجنوبيين هو دُوَّار يقع بجماعة لمعادنة، إقليم خريبكة، جهة بني ملال خنيفرة في المملكة المغربية. ينتمي الدوّار لمشيخة الحوازم الشماليين التي تضم دوارين. يقدر عدد سكانه بـ 809 نسمة حسب الإحصاء الرسمي للسكان والسكنى لسنة 2004.

## روابط خارجية
- البوابة الوطنية للجماعات الترابية
- المندوبية السامية للتخطيط